# Trasporti navali di cavalli nel Medioevo

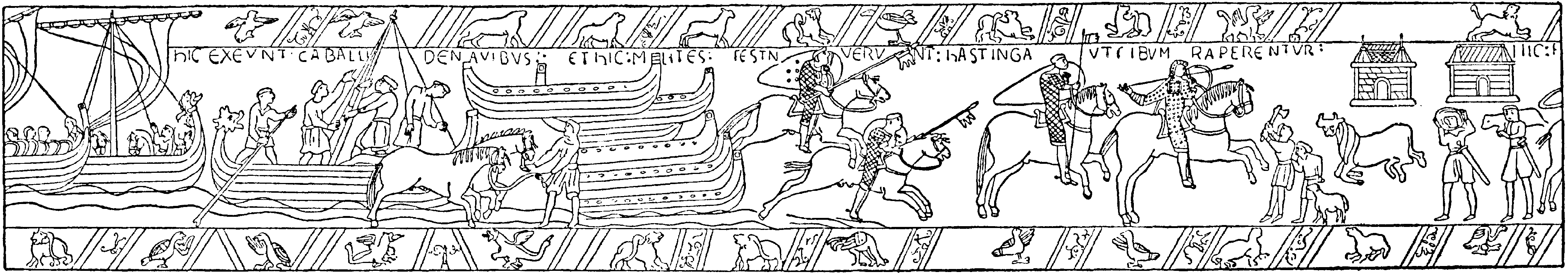
I normanni di Guglielmo il Conquistatore sbarcano cavalli sulle coste inglesi - ill. Arazzo di Bayeux (PARTICOLARE).

I trasporti navali di cavalli nel Medioevo erano barche utilizzate come mezzo efficace per trasportare cavalli su lunghe distanze, per la guerra, l'allevamento, ecc. Se ne trovano testimonianze sin dall'Alto Medioevo, in linea con una tradizione ben radicata presso le popolazioni celtiche, germaniche e mediterranee.
Soprattutto durante le operazioni belliche, si effettuarono durante il Medioevo trasbordi di numerosi cavalli, in ragione del loro ruolo fondamentale nella guerra medievale: es. Guglielmo il Conquistatore trasportò oltre 2000 cavalli attraverso La Manica nella Conquista normanna dell'Inghilterra. Non mancarono anche trasporti a scopo commerciale o di allevamento: es. l'attuale popolazione del cavallo islandese deve la propria esistenza allo spostamento marittimo di cavalli dalla Scandinavia all'Islanda durante la colonizzazione dell'isola da parte dei norreni.

## Trasporto a scopo militare

### Europa mediterranea

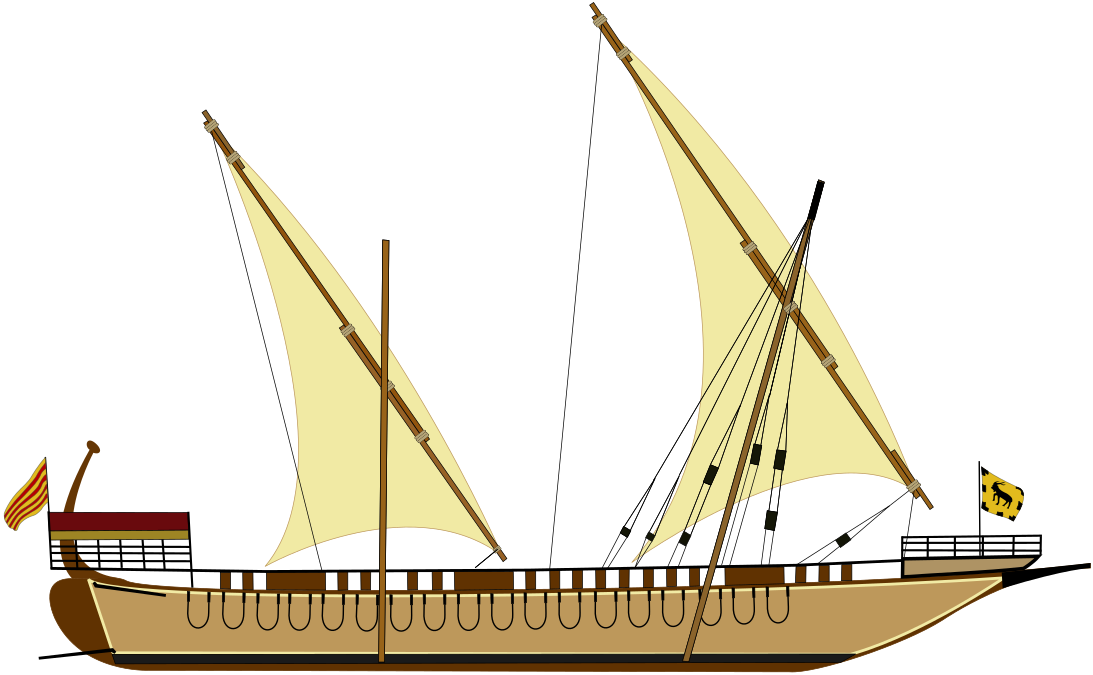
Vista laterale della tarida catalana Sant Pere de Roma. In uso nel XIV secolo, poteva trasportare 15-20 cavalli.

L'Impero romano aveva sviluppato efficienti metodi di trasporto marittimo per i cavalli (v.si navis actuaria), poi migliorati dai Bizantini e dagli Arabi nell'Alto Medioevo. I Bizantini e gli Arabi impiegavano navi dedicate al trasporto dei cavalli, le hippagōga, che potevano essere sia navi a vela sia galee a remi, con l'ultima certamente adattata al trasporto dei cavalli. Dato che la chelandia sembra essere stata originariamente progettata come nave a remi preposta al trasporto dei cavalli, ciò potrebbe implicare differenze nella costruzione tra il chelandion (χελάνδιον, dal greco kelēs, "corsiero") e il dromōn vero e proprio, termini che sono spesso utilizzati indiscriminatamente nelle fonti letterarie. Mentre il dromōn era unicamente una galea da guerra, il chelandion dovrebbe aver avuto uno speciale compartimento destinato all'alloggio dei cavalli, incrementando la sua larghezza e la sua profondità.
Questi trasporti divennero comuni in Europa a partire dal X secolo. I trasporti di cavalli potevano essere alimentati a remi o a vela.
La tarida a remi poteva essere caricata e scaricata direttamente su una spiaggia, utilizzandone i portelli come rampe di carico. Nel 1174 una forza siculo-normanna attaccò Alessandria d'Egitto con 1.500 cavalli trasportati su 36 taride. Esistono specifiche dettagliate per le taride del XIII secolo che mostrano una capacità di carico massima di 20-30 cavalli per natante. Nelle taride angioine, i cavalli venivano stallati a tre, sostenuti da imbracature di tela. Le taride genovesi nel 1246 trasportavano 150 cisterne d'acqua per un totale di 39.750 litri.
Furono costruiti anche trasporti a vela, noti come usciere in lingua italiana (fr. huissiers; latino usserii). Questi avevano due ponti e potevano trasportare fino a 100 cavalli. Gli animali erano caricati attraverso le aperture nello scafo che venivano poi sigillate per il viaggio. Le usciere veneziane costruite per Luigi IX di Francia nel 1268 erano lunghe 25,76 m, avevano una larghezza di 6,1 m, avevano due ponti e due alberi.

### Europa settentrionale

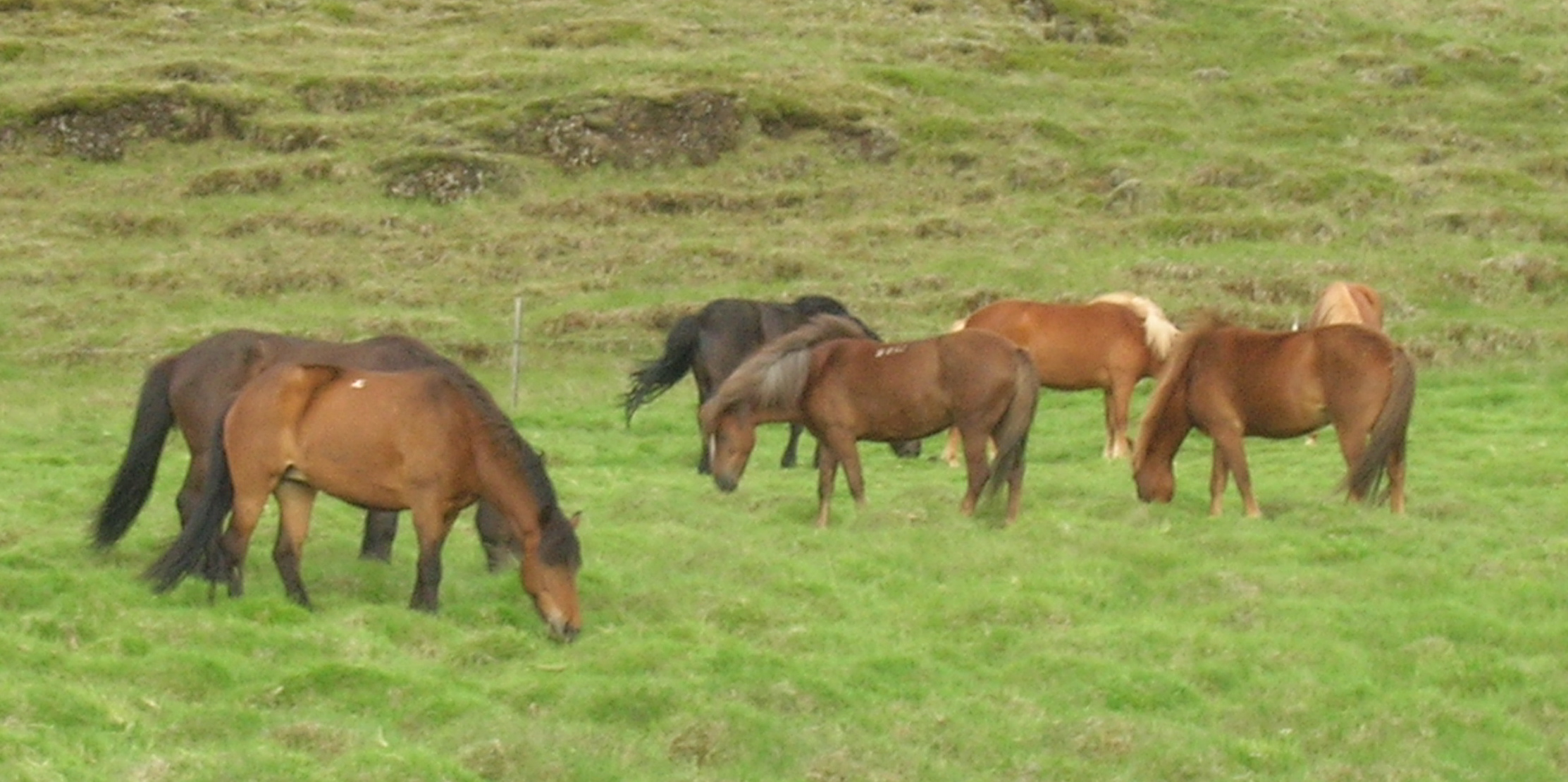
I cavalli islandesi furono trasportati nell'isola dalle navi dei coloni norreni nel IX secolo.

Le registrazioni del trasporto di cavalleria abbondano durante tutto il periodo, riflettendo i cambiamenti nella guerra. Ad esempio, gli scandinavi avevano adattato la tecnologia del trasporto di cavalli nel XII secolo come parte del loro allontanamento dalla tradizionale fanteria vichinga. La prima illustrazione che mostra tale trasporto di cavalli nell'Europa occidentale può essere trovata nella rappresentazione dell'Arazzo di Bayeux della conquista normanna dell'Inghilterra. Questa particolare impresa militare richiese il trasferimento di oltre 2.000 cavalli dalla Normandia. Gli studiosi hanno collegato il successo dell'uso dei trasporti di cavalli durante la conquista normanna dell'Inghilterra alle interazioni normanne con i bizantini che avevano dominato il trasporto di cavalli nelle operazioni anfibie nell'Italia meridionale nell'XI secolo.
Le dimensioni ridotte di molte navi da trasporto disponibili e la necessità di trasportare foraggio e acqua per il carico animale in tutti i viaggi, salvo i più brevi, limitavano il numero di cavalli che potevano essere trasportati. I registri del XIII secolo mostrano una gamma da 8 a 20 cavalli. Nel 1303 le navi che trasportavano cavalli tra la Scozia e l'Irlanda caricavano tra i 10 e i 32 animali.
L'adattamento di una nave per il trasporto di cavalli richiedeva l'installazione di stalle di legno o transenne. Documenti dettagliati dell'allestimento di una flotta inglese del 1340 mostrano la realizzazione di 418 transenne, 413 anelli e staffe di ferro, mangiatoie in tela e la realizzazione di quattro passerelle d'imbarco di 30 ft di lunghezza per 5 di larghezza. Documenti simili del 1338 mostrano che 47 navi erano dotate di 134 tini per trasportare l'acqua per i cavalli. Non è chiaro se le navi inglesi usassero imbracature di tela per sostenere i cavalli come la pratica mediterranea contemporanea. Lo storico militare Michael Prestwich ipotizza di sì ed è supportato dallo storico navale Ian Friel, secondo cui i riferimenti alle mangiatoie di tela di cui sopra dovrebbero in realtà essere tradotti come imbracature di tela.

## Trasporto a scopo commerciale
Lo sviluppo e la costruzione di trasporti di cavalli per l'uso in guerra significava che rimaneva facile trasferire cavalli per l'allevamento e l'acquisto in tempo di pace. Dopo la riuscita conquista dell'Inghilterra da parte di Guglielmo il Conquistatore, continuò a portare cavalli dalla Normandia per scopi riproduttivi, migliorando il sangue dei cavalli inglesi. Al tempo della Guerra dei cent'anni, il governo inglese vietò l'esportazione di cavalli in tempi di crisi.